# Dongcheng (socken i Kina, Shandong, lat 34,75, long 116,13)
Dongcheng (kinesiska: 东城, 东城街道) är en socken i Kina. Den ligger i provinsen Shandong, i den östra delen av landet, omkring 230 kilometer söder om provinshuvudstaden Jinan.
Genomsnittlig årsnederbörd är 796 millimeter. Den regnigaste månaden är juli, med i genomsnitt 190 mm nederbörd, och den torraste är januari, med 7 mm nederbörd.